# رزالیند بنت
رزالیند بنت (انگلیسی: Rosalind Bennett؛ زادهٔ ۱۳ مهٔ ۱۹۶۶) بازیگر اهل بریتانیا است. وی بین سال‌های ۱۹۸۰ تا ۱۹۹۹ میلادی فعالیت می‌کرد.
از فیلم‌ها یا مجموعه‌های تلویزیونی که وی در آن‌ها نقش داشته‌است، می‌توان به بازسازی، رولت آمریکایی، پوآرو، خیابان کورونیشن و داستان‌های باورنکردنی اشاره نمود.